# Kathrin Stirnemann
Kathrin Stirnemann (Gränichen, 22 oktober 1989) is een Zwitsers mountaibikster, wegwielrenster en veldrijdster. Anno 2020 rijdt voor de wielerploeg Paule Ka.
Stirnemann behaalde behaalde haar grootste successen op de mountainbike, zo werd ze in 2014 en 2017 Wereldkampioene eliminator. Tijdens de Europese Spelen van 2015 behaalde ze een tweede plaats op de cross-country.
Samen met de Zwitserse ploeg behaalde Stirnemann in 2020 een tweede plaats op de gemengde ploegenestafette tijdens de Europese kampioenschappen wegwielrennen.

## palmares

### Mountainbiken
2007
 Europees kampioenschap cross-country, junioren
2010
 Europees kampioenschap cross-country, beloften
2012
Lugano, cross-country
2013
 Zwitsers kampioenschap cross-country
Lostorf, cross-country
 Europees kampioenschap eliminator
Vallnord eliminator
2014
 Zwitsers kampioenschap cross-country
Albstad eliminator
 Europees kampioenschap eliminator
Mont St. Anne eliminator
 Wereldkampioenschap eliminator
2015
Houffalize cross-country
 Europese Spelen
 Zwitsers kampioenschap cross-country
 Europees kampioenschap eliminator
 Wereldkampioenschap eliminator
2016
Méribel cross-country
 Wereldkampioenschap eliminator
2017
Kaapstad cross-country
 Europees kampioenschap eliminator
 Wereldkampioenschap eliminator
2019
 Zwitsers kampioenschap cross-country
2020
 Wereldkampioenschap elektrisch ondersteund

### Wegwielrennen
2020
 Zwitsers kampioenschap tijdrijden
 Europees kampioenschap wielrennen Gemengde ploegenestafette

### Veldrijden
2011
Gansingen

## ploegen
- 2020 -  Équipe Paule Ka (tot 1 juli Bigla-Katjoesja)

Alzini · Banks · Chabbey · Fisher-Black · Harvey · Koppenburg · Norsgaard · Nosková · Reusser · Sperotto · Stirnemann · Thomas · Wright